# 田中耕太郎
田中耕太郎（日语：／ TaNaKaKouTaRou */?，1890年10月25日—1974年3月1日）是日本的法学者、法哲学者，曾任东京帝国大学（今东京大学）大学法学部长、第1次吉田内阁文部大臣、第二任最高裁判所长官、帝國學士院會員。